# Wahlkreis East Aberdeenshire
Der Wahlkreis East Aberdeenshire (von 1868 bis 1918: Wahlkreis Eastern Aberdeenshire) war von 1950 bis 1983 ein Wahlkreis (englisch constituency) für die Wahl eines Abgeordneten des britischen Unterhauses (House of Commons).

## Ergebnisse

### Parlamentswahl 1950
| Kandidaten           | Kandidaten       | Parteien       | Stimmen | %    |
| -------------------- | ---------------- | -------------- | ------- | ---- |
|                      | Bob Boothby      | Unionist Party | 24.971  | 66,0 |
|                      | Gregor Mackenzie | Labour Party   | 12.886  | 34,0 |
| Gesamt               | Gesamt           | Gesamt         | 37.857  | 100  |
|                      |                  |                |         |      |
| Quelle: UK Parlament |                  |                |         |      |

### Parlamentswahl 1951
| Kandidaten           | Kandidaten           | Parteien       | Stimmen | %    |
| -------------------- | -------------------- | -------------- | ------- | ---- |
|                      | Bob Boothby          | Unionist Party | 24.985  | 68,1 |
|                      | Alexander G.S. Whipp | Labour Party   | 11.730  | 31,9 |
| Gesamt               | Gesamt               | Gesamt         | 36.715  | 100  |
|                      |                      |                |         |      |
| Quelle: UK Parlament |                      |                |         |      |

### Parlamentswahl 1955
| Kandidaten           | Kandidaten   | Parteien       | Stimmen | %    |
| -------------------- | ------------ | -------------- | ------- | ---- |
|                      | Bob Boothby  | Unionist Party | 18.600  | 68,5 |
|                      | Charles Ross | Labour Party   | 8.543   | 31,5 |
| Gesamt               | Gesamt       | Gesamt         | 27.143  | 100  |
|                      |              |                |         |      |
| Quelle: UK Parlament |              |                |         |      |

### Nachwahl 1958
Die Wahl fand am 28. November statt.
| Kandidaten                 | Kandidaten             | Parteien       | Stimmen | %    |
| -------------------------- | ---------------------- | -------------- | ------- | ---- |
|                            | Patrick Wolrige-Gordon | Unionist Party | 14.314  | 48,6 |
|                            | John B Urquhart        | Labour Party   | 7.986   | 27,1 |
|                            | Maitland Mackie        | Liberal Party  | 7.153   | 24,3 |
| Gesamt                     | Gesamt                 | Gesamt         | 29.453  | 100  |
|                            |                        |                |         |      |
| Quelle: By-elections.co.uk |                        |                |         |      |

### Parlamentswahl 1959
| Kandidaten           | Kandidaten             | Parteien       | Stimmen | %    |
| -------------------- | ---------------------- | -------------- | ------- | ---- |
|                      | Patrick Wolrige-Gordon | Unionist Party | 18.982  | 63,4 |
|                      | John B Urquhart        | Labour Party   | 10.980  | 36,6 |
| Gesamt               | Gesamt                 | Gesamt         | 29.962  | 100  |
|                      |                        |                |         |      |
| Quelle: UK Parlament |                        |                |         |      |

### Parlamentswahl 1964
| Kandidaten           | Kandidaten             | Parteien                | Stimmen | %    |
| -------------------- | ---------------------- | ----------------------- | ------- | ---- |
|                      | Patrick Wolrige-Gordon | Unionist Party          | 14.621  | 48,0 |
|                      | Norman W King          | Liberal Party           | 7.088   | 23,3 |
|                      | David McGibbon         | Labour Party            | 6.840   | 22,4 |
|                      | Bruce Mavor Cockie     | Scottish National Party | 1.925   | 6,3  |
| Gesamt               | Gesamt                 | Gesamt                  | 30.474  | 100  |
|                      |                        |                         |         |      |
| Quelle: UK Parlament |                        |                         |         |      |

### Parlamentswahl 1966
| Kandidaten           | Kandidaten             | Parteien                | Stimmen | %    |
| -------------------- | ---------------------- | ----------------------- | ------- | ---- |
|                      | Patrick Wolrige-Gordon | Conservative Party      | 12.067  | 41,5 |
|                      | Robin Sinclair         | Liberal Party           | 8.034   | 27,6 |
|                      | Ian Stuart Davidson    | Labour Party            | 6.422   | 22,1 |
|                      | Bruce Mavor Cockie     | Scottish National Party | 2.584   | 8,9  |
| Gesamt               | Gesamt                 | Gesamt                  | 29.107  | 100  |
|                      |                        |                         |         |      |
| Quelle: UK Parlament |                        |                         |         |      |

### Parlamentswahl 1970
| Kandidaten           | Kandidaten             | Parteien                | Stimmen | %    |
| -------------------- | ---------------------- | ----------------------- | ------- | ---- |
|                      | Patrick Wolrige-Gordon | Conservative Party      | 12.866  | 40,9 |
|                      | Alex Farquhar          | Scottish National Party | 9.377   | 29,8 |
|                      | Harold C. Grimes       | Labour Party            | 5.656   | 18,0 |
|                      | Gurth Hoyer-Millar     | Liberal Party           | 3.548   | 11,3 |
| Gesamt               | Gesamt                 | Gesamt                  | 31.447  | 100  |
|                      |                        |                         |         |      |
| Quelle: UK Parlament |                        |                         |         |      |

### Parlamentswahl Februar 1974
| Kandidaten           | Kandidaten             | Parteien                | Stimmen | %    |
| -------------------- | ---------------------- | ----------------------- | ------- | ---- |
|                      | Douglas Henderson      | Scottish National Party | 18.333  | 50,8 |
|                      | Patrick Wolrige-Gordon | Conservative Party      | 12.634  | 35,0 |
|                      | W. Cruikshank          | Liberal Party           | 2.727   | 7,6  |
|                      | Sarah Beverley Sissons | Labour Party            | 2.416   | 6,7  |
| Gesamt               | Gesamt                 | Gesamt                  | 36.110  | 100  |
|                      |                        |                         |         |      |
| Quelle: UK Parlament |                        |                         |         |      |

### Parlamentswahl Oktober 1974
| Kandidaten           | Kandidaten             | Parteien                | Stimmen | %    |
| -------------------- | ---------------------- | ----------------------- | ------- | ---- |
|                      | Douglas Henderson      | Scottish National Party | 16.304  | 48,5 |
|                      | Keith Raffan           | Conservative Party      | 11.933  | 35,5 |
|                      | Sarah Beverley Sissons | Labour Party            | 3.173   | 9,4  |
|                      | C. Alistair Dow        | Liberal Party           | 2.232   | 6,6  |
| Gesamt               | Gesamt                 | Gesamt                  | 33.642  | 100  |
|                      |                        |                         |         |      |
| Quelle: UK Parlament |                        |                         |         |      |

### Parlamentswahl 1979
| Kandidaten           | Kandidaten        | Parteien                | Stimmen | %    |
| -------------------- | ----------------- | ----------------------- | ------- | ---- |
|                      | Albert McQuarrie  | Conservative Party      | 16.827  | 42,8 |
|                      | Douglas Henderson | Scottish National Party | 16.269  | 41,4 |
|                      | N.L. Bonney       | Labour Party            | 6.201   | 15,8 |
| Gesamt               | Gesamt            | Gesamt                  | 39.297  | 100  |
|                      |                   |                         |         |      |
| Quelle: UK Parlament |                   |                         |         |      |